# Hyponephele glasunovi
Hyponephele glasunovi är en fjärilsart som beskrevs av Grum-grshimailo 1893. Hyponephele glasunovi ingår i släktet Hyponephele och familjen praktfjärilar. Inga underarter finns listade i Catalogue of Life.